# McFarlen Brook
McFarlen Brook – strumień (brook) w kanadyjskiej prowincji Nowa Szkocja, w hrabstwie Pictou, płynący w kierunku południowo-wschodnim i uchodzący do Little River; nazwa urzędowo zatwierdzona 10 września 1953.